# Le Cœur des batailles

Le Cœur des batailles est une série de bande dessinée. Elle narre la quête de Marvin Selcap, journaliste new-yorkais, et de sa rencontre avec Blaise Borfolant, auteur du journal de tranchées Le Coeur des batailles, dont il est très admiratif. Il souhaite en apprendre plus sur Amaréo Zamaï, un soldat francais issu des colonies, dont les exploits et la mentalité atypique, relayés par Borfolant dans son journal, on fait de lui une légende de part et d'autre du front.
- Scénario : Jean-David Morvan
- Dessins : Igor Kordey
- Couleurs : Walter

## Albums
- Tome 1 : La Marne (2007)
- Tome 2 : Verdun (2008)

## Publication

### Éditeurs
- Delcourt (Collection Delcourt) : Tome 1 (première édition du tome 1).